# ذا ديفل دول
«ذا ديفل دول» أو «لعبة الشيطان» (1936) هو فيلم رعب من إخراج تود براونينغ وبطولة ليونيل باريمور ومورين أوسوليفان. الفيلم مقتبس من رواية أبراهام ميريت «احترقي أيتها الساحرة احترقي!» أو «برن ويتش برن!». أصبح فيلم عبادة.
يصاب عالم فرنسي بقلق شديد من الزيادة السكانية للبشر. أبتكر تركيبة قادرة على تقليص حجم البشر لأجل الحفاظ على موارد الكوكب لفترة أطول. مات بعد فترة وجيزة من هروبه من السجن، وقرر زميله السابق في الزنزانة استخدام المركب في خطة انتقام. يستهدف السجين السابق الأشخاص الذين اتهموه بالسطو على البنوك وارتكاب جرائم قتل.

## الحبكة
يهرب «بول لافوند» (باريمور) الذي أدين زورًا بسرقة بنكه الخاص في باريس وقتل حارس ليلي منذ أكثر من سبعة عشر عامًا، من جزيرة الشيطان مع «مارسيل» (هينري بي. والتهال)، العالم الذي يحاول صناعة مركب قادر على تقليص حجم الناس إلى سدس حجمهم الأصلي. الغاية من المركب هو جعل موارد الأرض المحدودة تدوم لفترة أطول. مات مارسيل بعد هروبهم. ينظم لافوند إلى أرملة العالم، «ماليتا» (رافييلا أوتيانو)، ويقرر استخدام تقنية الانكماش من شركاء عمله السابقين الثلاثة الذين زوروا تهمة ضده، ولتبرئة نفسه. يعود إلى باريس ويتنكر في صورة امرأة عجوز تبيع دمى نابضة بالحياة. يُقلص بعد ذلك فتاة صغيرة وأحد شركائه السابقين للتسلل إلى منازل الشريكين السابقين الآخرين، مما يشل أحدهما. يمسح لافوند اسم الشريك الأخير قبل مهاجمته عند اعترافه، ويؤمن السعادة المستقبلية لابنته المغتربة «لورين» (أوسوليفان) في هذه العملية. تفصح ماريتا عدم رضاها وتريد الاستمرار في استخدام التركيبة لمواصلة عمل زوجها. حاولت قتل بول عند أعلانه نهاية شراكتهم، بعد أن انجز كل ما كان ينوي، إلا أنها فجرت مختبرهم، مما أدى لوفاتها. يخبر بول توتو، خطيبة لورين، بما حدث. يلتقي بابنته متظاهرًا أته المتوفى مارسيل. أخبر لورين أن بول لافوند توفي أثناء فرارهم من السجن، إلا أنه أحبها كثيرًا. يغادر لافوند بعد ذلك إلى مصير مجهول.

## طاقم التمثيل
ليونيل باريمور بدور بول لافوند
مورين أوسوليفان بدور لورين لافوند
رافايل أوتيانو بدور ماليتا
روبرت غريغ بدور إيمل كولفيت
لوسي بومونت بدور مدام لافوند
هنري بي. والتهال بدور مارسيل
غرايس فورد بدور لاكنا
بيدرو دي كوردوبا بدور تشارلز ماتين
آرثر هوهل بدور فيكتور رادين
جوانيتا كويغلي بدور مارغريت كولفيت
كلير دو براي بدور مدام كولفيت
رولو لويد بدور المحقق موريس
فرانك ريجر بدور الطبيب

## استقبال الفيلم
رُوج للفيلم على أنه فيلم جديد ومثير، لم يكن نجاحه ماليًا، إلا أنه تلقى بعض الثناء من النقاد. أعطت صحيفة نيويوك تايمز مراجعة إيجابية للفيلم، مع تعليق خاص لاستخدامه الممتع والجيد للمؤثرات الخاصة، ومقارنته إيجابيًا بأفلام مثل كينغ كونغ والرجل الخفي. مع ذلك، لم تكن مراجعة مجلة الخيال العلمي الأمريكية «قصص العجائب» متفائلة بنفس القدر، ووصفت الفيلم بأنه «خيبة أمل» و «فيلم عادي لا يحاول تصوير الخيال الفريد لرواية ميريت»